# Car Guy Racing
Car Guy Racing est une écurie de sport automobile japonaise fondée en 2016 par Takeshi Kimura. Elle a participé à différents championnats tels que l'Asian Le Mans Series et les Super GT.

## Histoire
En 2018, Car Guy Racing a été la première écurie à faire concourir la nouvelle Honda NSX GT3 dans le championnat Autobacs Super GT Series. Elle termina 26e du championnat avec comme meilleur classement une 8e place (en trois occasions). Elle engagea ensuite une Ferrari 488 GT3 dans le championnat Asian Le Mans Series. Le parcours réalisé a été extrêmement bon car elle a remporté toutes les manches du championnat et fini en 1re position. Cela lui permit d'obtenir ainsi une invitation automatique pour les prochaine 24 Heures du Mans, invitation qu'elle confirma.
En 2019, du fait de la participation de l'écurie aux 24 Heures du Mans, elle ne participa pas au Autobacs Super GT Series.

## Résultats en compétition automobile

### Asian Le Mans Series
| Année     | Classe | no | Châssis         | Moteur                        | 1                | 2                | 3                | 4                | Position | Points |
| --------- | ------ | -- | --------------- | ----------------------------- | ---------------- | ---------------- | ---------------- | ---------------- | -------- | ------ |
| 2018-2019 | GT3    | 13 | Ferrari 488 GT3 | Ferrari F154CB 3,9 L V8 Turbo | SHA gén:13 cls:1 | FUJ gén:12 cls:1 | THA gén:15 cls:1 | SEP gén:11 cls:1 | 1re      | 101    |

### Résultats aux24 Heures du Mans
| Année | Classe   | no | Pilotes                                   | Châssis                       | Pneus | Tours | Pos. |
| Année | Classe   | no | Pilotes                                   | Moteur                        | Pneus | Tours | Pos. |
| ----- | -------- | -- | ----------------------------------------- | ----------------------------- | ----- | ----- | ---- |
| 2019  | LMGTE Am | 31 | Takeshi Kimura Kei Cozzolino Côme Ledogar | Ferrari 488 GTE               | M     |       |      |
| 2019  | LMGTE Am | 31 | Takeshi Kimura Kei Cozzolino Côme Ledogar | Ferrari F154CB 3,9 L V8 Turbo | M     |       |      |

## Pilotes
- James Calado
- Kei Cozzolino
- Takeshi Kimura
- Côme Ledogar